# Rhypopteryx atectonipha
Rhypopteryx atectonipha är en fjärilsart som beskrevs av Collenette 1936. Rhypopteryx atectonipha ingår i släktet Rhypopteryx och familjen tofsspinnare. Inga underarter finns listade.